# Poecilostomatoida
Ordre

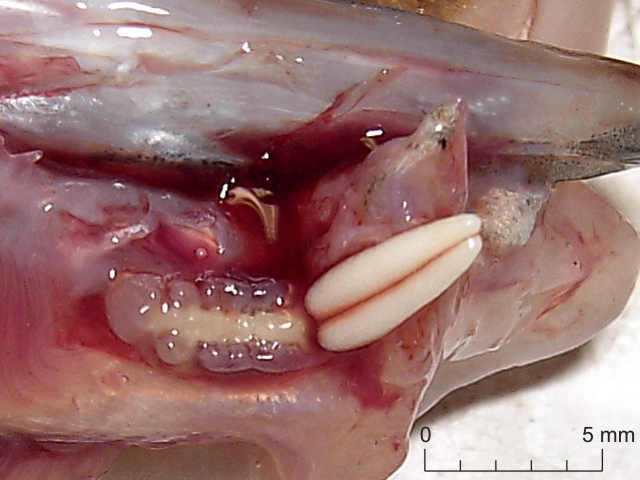
Acanthochondria limandae, copépode poecilostomatoid sur Merlan dans la Mer du Nord

Les Poecilostomatoida sont un ordre de crustacés copépodes.

## Liste des familles
- Anchimolgidae Humes & Boxshall, 1996
- Anomoclausiidae Gotto, 1964
- Antheacheridae Sars, 1870
- Anthessiidae Humes, 1986
- Bomolochidae Sumpf, 1871
- Catiniidae Bocquet & Stock, 1957
- Chitonophilidae Avdeev & Sirenko, 1991
- Chondracanthidae 
Milne Edwards, 1840
- Clausidiidae Embleton, 1901
- Clausiidae Giesbrecht, 1895
- Corallovexiidae Stock, 1975
- Corycaeidae Dana, 1852
- Echiurophilidae Delamare-Deboutteville & Nunes-Ruivo, 1955
- Entobiidae Ho, 1984
- Erebonasteridae Humes, 1987
- Ergasilidae von Nordmann, 1832
- Eunicicolidae Sars, 1918
- Gastrodelphyidae List, 1889
- Herpyllobiidae Hansen, 1892
- Intramolgidae Marchenkov & Boxshall, 1995
- Kelleriidae Humes & Boxshall, 1996
- Lamippidae Joliet, 1882
- Lernaeosoleidae Yamaguti, 1963
- Lichomolgidae Kossmann, 1877
- Lubbockiidae Huys & Böttger-Schnack, 1997
- Macrochironidae Humes & Boxshall, 1996
- Mesoglicolidae de Zulueta, 1911
- Micrallectidae Huys, 2001
- Myicolidae Yamaguti, 1936
- Mytilicolidae Bocquet & Stock, 1957
- Nereicolidae Claus, 1875
- Nucellicolidae Lamb, Boxshall, Mill & Grahame, 1996
- Octopicolidae Humes & Boxshall, 1996
- Oncaeidae Giesbrecht, 1893
- Paralubbockiidae Boxshall & Huys, 1989
- Pharodidae Illg, 1948
- Philichthyidae Vogt, 1877
- Philoblennidae Izawa, 1976
- Phyllodicolidae Delamare-Deboutteville & Laubier, 1961
- Polyankylidae Ho & Kim, 1997
- Pseudanthessiidae Humes & Stock, 1972
- Rhynchomolgidae Humes & Stock, 1972
- Sabelliphilidae Gurney, 1927
- Saccopsidae Lützen, 1964
- Sapphirinidae Thorell, 1860
- Serpulidicolidae Stock, 1979
- Shiinoidae Cressey, 1975
- Spiophanicolidae Ho, 1984
- Splanchnotrophidae Norman & Scott, 1906
- Synapticolidae Humes & Boxshall, 1996
- Synaptiphilidae Bocquet, 1953
- Taeniacanthidae Wilson, 1911
- Tegobomolochidae Avdeev, 1978
- Telsidae Ho, 1967
- Thamnomolgidae Humes & Boxshall, 1996
- Tuccidae Vervoort, 1962
- Urocopiidae Humes & Stock, 1972
- Vahiniidae Humes, 1967
- Ventriculinidae Leigh-Sharpe, 1934
- Xarifiidae Humes, 1960
- Xenocoelomatidae Bresciani & Lützen, 1966
- Crucisoma Kabata, 1981